# ケンダマスター拳
『ケンダマスター拳』（ケンダマスターけん）はスタジオ金魚色による、短編アニメシリーズおよび劇場アニメーション。

## 概要
ケンダマスター拳は、2021年2月28日にオンラインイベント「インディーズアニメカーニバル」で先行上映され、同年５月に下北沢トリウッドで劇場公開されている。
原作者・監督はピエール伊東
2022年4月1日から新作TVシリーズ「ケンダマスター拳TVseries」がテレビ松本にて放送開始(全10話)
TV版に先立ちリミックス劇場版「ケンダマスター拳 しんげきじょうばん：笑」が2022年3月21日より大須シネマにて上映された。

## あらすじ
幼いころに謎のけん玉に両親を殺害された主人公玉木ケンは復讐を果たすためハワイの地下で修業をし、13歳になり日本のけん玉学園に転校してきた。
剣玉の形をしたロボットに乗って戦いを繰り広げていく
彼を待つ数々の強豪を倒したりダブルヒロインと恋愛をしながら学園生活を送っていく。
人類けん玉計画がはじまり、世界中の人々がけん玉と化していく世界で彼は何を決断するのか！？

## 主な登場人物
玉木ケン
声 - 前田剛(劇場版・しんげきじょうばん:笑・TV series）
　　伊藤魔鬼(あんしん版)　実写キャスト - 東京ゴリラ物語
ミツルギ
声 - 猫又ゆい(劇場版・しんげきじょうばん:笑・TV series）
伊藤魔鬼(あんしん版)
タマコ
声 - 味里(劇場版・しんげきじょうばん:笑・TV series）
空りんご(あんしん版)　実写キャスト - 花川怜奈
サオリ
声 - 岡本麻弥 (劇場版・しんげきじょうばん:笑・TV series）
空りんご(あんしん版)
実況
　声-長岡晃広(しんげきじょうばん:笑・TV series)/伊藤魔鬼(あんしん版)
ボス・解説
声 - 佐東充(劇場版)
ボス(しんげきじょうばん:笑・TV series・あんしん版)
声-伊藤魔鬼
解説(しんげきじょうばん:笑・TV series)
声- 須田勝也(しんげきじょうばん:笑い・TV series)/伊藤魔鬼(あんしん版)
校長・工場長
声 - 上田こうすけ(劇場版)/須田勝也(しんげきじょうばん:笑・TV series)
伊藤魔鬼(あんしん版)
校内放送
声 - 櫻庭由加里(劇場版)
アナウンサー
声 - 斎藤 晃一(劇場版)
作業員・オペレーター
声 - 藤野 裕規(劇場版)
アナウンサー・死神
声 - 須田 勝也(劇場版)
エリカ
声 - 水桐けいと(劇場版)/市原えりさ(しんげきじょうばん:笑・TV series)
空りんご(あんしん版)
魔王
声-長岡晃広(しんげきじょうばん:笑・TV series)/伊藤魔鬼(あんしん版)
ギンガ
声 - 櫻庭由加里(劇場版)
中山(雪男)
　 声-須田勝也(TV series)/伊藤魔鬼(あんしん版)
アメリカ人
声 - 藤野 裕規(劇場版)/長岡晃広(しんげきじょうばん:笑い・TV series)
伊藤魔鬼(あんしん版)
鍋焼きうどん・ラーメン
　　声-根岸耀太郎(しんげきじょうばん:笑い・TV series)/伊藤魔鬼(あんしん版)
ツルルギ・ナレーション
　　声-miko(しんげきじょうばん:笑い・TV series)/空りんご(あんしん版)
博士A
　　声-長岡晃広/伊藤魔鬼(あんしん版)
博士B
　　声-須田勝也/伊藤魔鬼(あんしん版)
博士C
声-伊藤魔鬼
ザラクス
声-長岡晃広/伊藤魔鬼(あんしん版)
エックス
声-須田勝也/伊藤魔鬼(あんしん版)
マックス
声-市原えりさ(しんげきじょうばん:笑い・TV series)/空りんご(あんしん版)
ソックス
声-須田勝也
ゴッドレッドバイオレンス
声- miko(しんげきじょうばん:笑い・TV series)/空りんご(あんしん版)
ゴールデンデリシャスビューティー
声-長岡晃広(しんげきじょうばん:笑い・TV series)/伊藤魔鬼(あんしん版)
生徒たち (しんげきじょうばん:笑い・TV series）
声-梅田朱理・空りんご
ケンの父親
声 - ピエール伊東(劇場版・しんげきじょうばん:笑い・TV series）
伊藤魔鬼(あんしん版)
グローバルけん玉ネットワークケンダマ講座
　　出演-石岡遼士・花川怜奈
東京ゴリラ物語
　　演 - 東京ゴリラ物語

## TV放送版
2022年4月1日から完全新作アニメがテレビ松本、HIDIVE(アジア圏の一部を除く全世界)にて放送されている。
劇場版と1部のキャスト変更はあるものの殆どが同じキャスト・スタッフにより制作されている。
テレビ松本で放送されている「あんしん版」の声優は伊藤魔鬼と空りんごの2人となっている。
1話15分×10話